# Jesus Culture
Jesus Culture, est un groupe de musique chrétienne évangélique, un label de disques et une église chrétienne évangélique non confessionnelle à Sacramento, aux États-Unis.

## Histoire

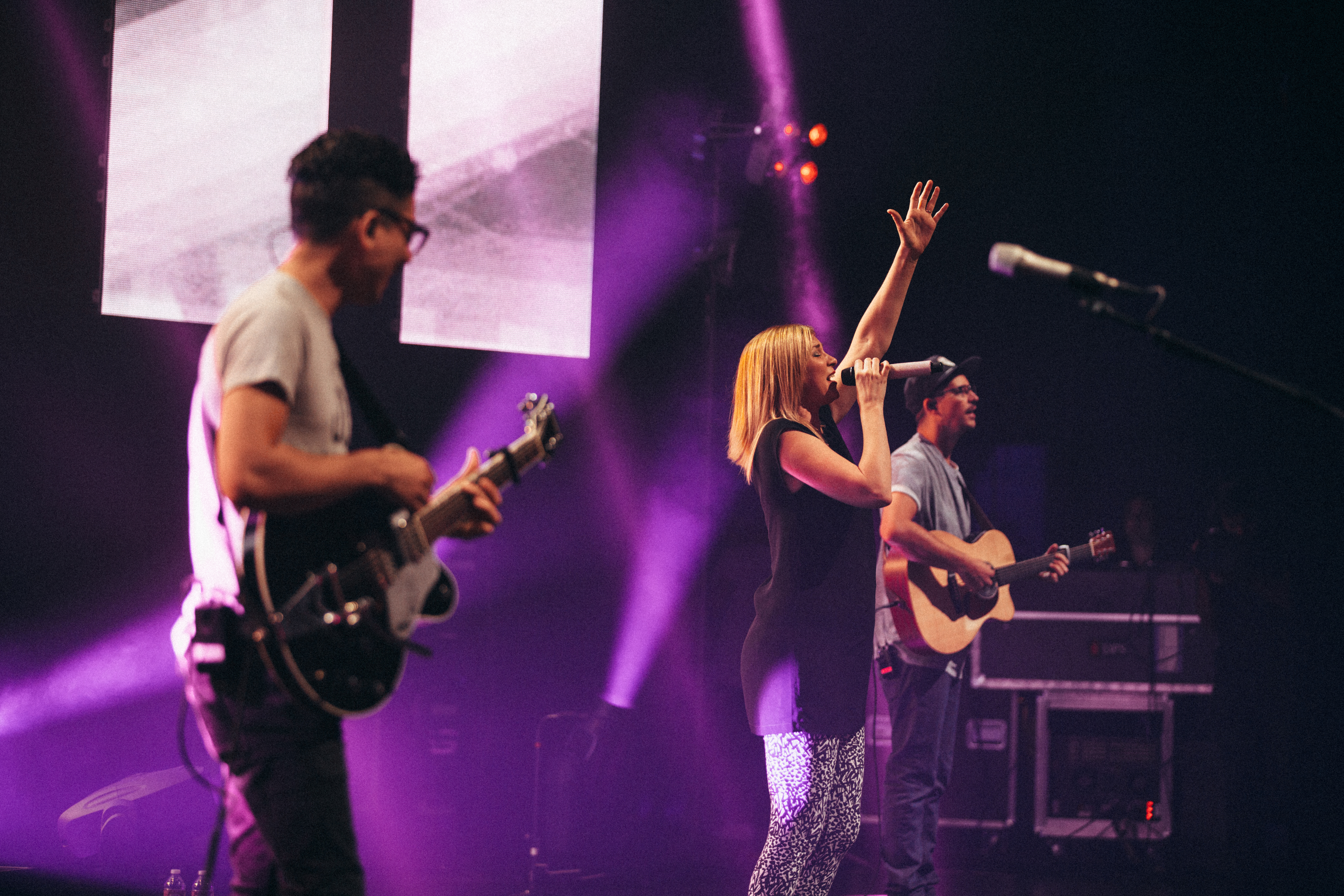
Concert en 2014 avec Chris Quilala, Kim Walker-Smith et Skyler Smith.

Le groupe est formé lors d’une conférence en 1999, dans un groupe jeunesse de la megachurch chrétienne évangélique charismatique Bethel Church de Redding, en Californie ,,.  En 2006, le groupe lance son premier album Everything. En 2014, le groupe a déménagé à Sacramento et a établi une église portant le même nom ,.

## Discographie
- Everything (2006)
- We Cry Out (2007)
- Here Is My Song (Kim Walker-Smith) (2008)
- Your Love Never Fails (2008)
- Those Who Dream (Kristene DiMarco) (2008)
- Marked by Heaven (Jake Hamilton) (2009)
- Consumed (2009)
- My Passion (EP) (2010)
- Come Away (2010)
- Freedom Calling (Jake Hamilton) (2011)
- Here On Earth (Bryan & Katie Torwalt) (2011)
- Awakening: Live from Chicago (2011)
- Safe Place (Kristene DiMarco) (2012)
- Overcome (Heather Clark) (2012)
- Emerging Voices (2012)
- Live from New York (2012)
- Still Believe (Kim Walker-Smith) (2013)
- Home (Kim Walker-Smith & Skyler Smith) (2013)
- Kingdom Come (Bryan & Katie Torwalt) (2013)
- Our Love (EP) (Josh & Amberley Klinkenberg) (2013)
- Jesus Culture (Remix Album) (2014)
- Unstoppable Love (2014)
- Atmospheres (Justin Jarvis) (2014)
- When Christmas Comes (Kim Walker-Smith) (2014)
- Children of Promise (Andrew Ehrenzeller) (2015)
- Real Love (Derek Johnson) (2015)
- This Is Jesus Culture (2015)
- Esto Es Jesús Culture (2015)
- Everything And Nothing Less (Chris McClarney) (2015)
- Mighty (Kristene DiMarco) (2015)
- Live at the Knight (John Mark McMillan) (2015)
- Let It Echo (2016)
- Let It Echo Unplugged (2016)
- Champion (Bryan & Katie Torwalt) (2016)
- Jesus Culture em Português (2016)
- Split the Sky (Chris Quilala) (2016)
- On My Side (Kim Walker-Smith) (2017)
- Love Has a Name (2017)
- Christmas (EP) (Bryan & Katie Torwalt) (2017)
- On My Side Live (Kim Walker-Smith) (2018)
- Breakthrough (Chris McClarney) (2018)
- Living With a Fire (2018)
- Praise Before My Breakthrough (EP) (Bryan & Katie Torwalt) (2018)